# Albert Cashier
Albert D. J. Cashier (25 de diciembre de 1843 – 10 de octubre de 1915), nacida Jennie Irene Hodgers, fue una inmigrante irlandesa que sirvió adoptando una identidad masculina en el Ejército de la Unión durante la Guerra de Secesión estadounidense. Cashier ya había adoptado esta identidad antes de alistarse, y la mantuvo para el resto de su vida. Se hizo conocida como una de las numerosas mujeres soldado que sirvieron disfrazadas de hombres durante la Guerra de Secesión (según los cálculos, hasta seiscientas), aunque su compromiso permanente con una identidad masculina ha llevado a algunos estudiosos contemporáneos a sugerir que Cashier era transgénero.

## Primeros años
Hodgers nació en Clogherhead, Condado de Louth, Irlanda el 25 de diciembre, alrededor del año 1843.: 52  Según una investigación posterior del administrador de su propiedad, era hija de Sallie y Patrick Hodgers. Las informaciones de cómo llegó a los Estados Unidos y por qué se alistó fueron tomadas cuando ya era anciana y desorientada, además de ser evasiva sobre su vida más temprana; por tanto, estas narraciones son contradictorias. Por lo general, se decía que su padrastro la vestía con ropa de niño para encontrarle trabajo. Incluso antes del advenimiento de la guerra, adoptó la identidad de Albert Cashier para trabajar.: 52  Su madre murió en algún momento durante su adolescencia, y por 1862, Hodgers había viajado como polizón hasta Illinois y vivía en Belvidere.

## Alistamiento
Hodgers pensó en alistarse en julio de 1862 después de que el presidente Lincoln solicitara soldados.: 52  A medida que el tiempo pasaba, la necesidad de soldados aumentaba. El 6 de agosto de 1862, se alistó en la 95.ª Infantería de Illinois por un plazo de tres años utilizando el nombre de Albert Cashier y fue asignada a la compañía G. En el catálogo de alistamiento aparece descrito como: Albert Cashier, diecinueve años, un granjero de la ciudad de Nueva York, 5 pies 3 pulgadas de altura, ojos azules, y tez clara.: 52 : 54 

## Durante la guerra
El regimiento era parte del Ejército de Tennessee al mando de Ulysses S. Grant y luchó en aproximadamente cuarenta batallas, incluyendo el asedio de Vicksburg. Esta campaña fue todo un reto para Cashier, ya que resultó capturada mientras realizaba un reconocimiento.: 55  Cashier logró escapar, y regresar a su regimiento. Después de la Batalla de Vicksburg, en junio de 1863, Cashier contrajo diarrea crónica e ingresó en un hospital militar. De alguna manera, eludió ser descubierta.: 55–56 
El regimiento también estuvo presente en la Campaña del Río Rojo y en el combate de Guntown, Mississippi, donde sufrieron numerosas bajas.: 56–57  Durante la guerra, el regimiento viajó un total de aproximadamente 9,000 millas.: 52  Los otros soldados pensaban de Cashier que era pequeño y prefería estar sólo, lo cual tampoco era extraño entre soldados. Cashier luchó con el regimiento hasta el 17 de agosto de 1865, cuando todos los soldados fueron reunidos. Ese día, fue dada de baja con honor.: 57 

## En la posguerra

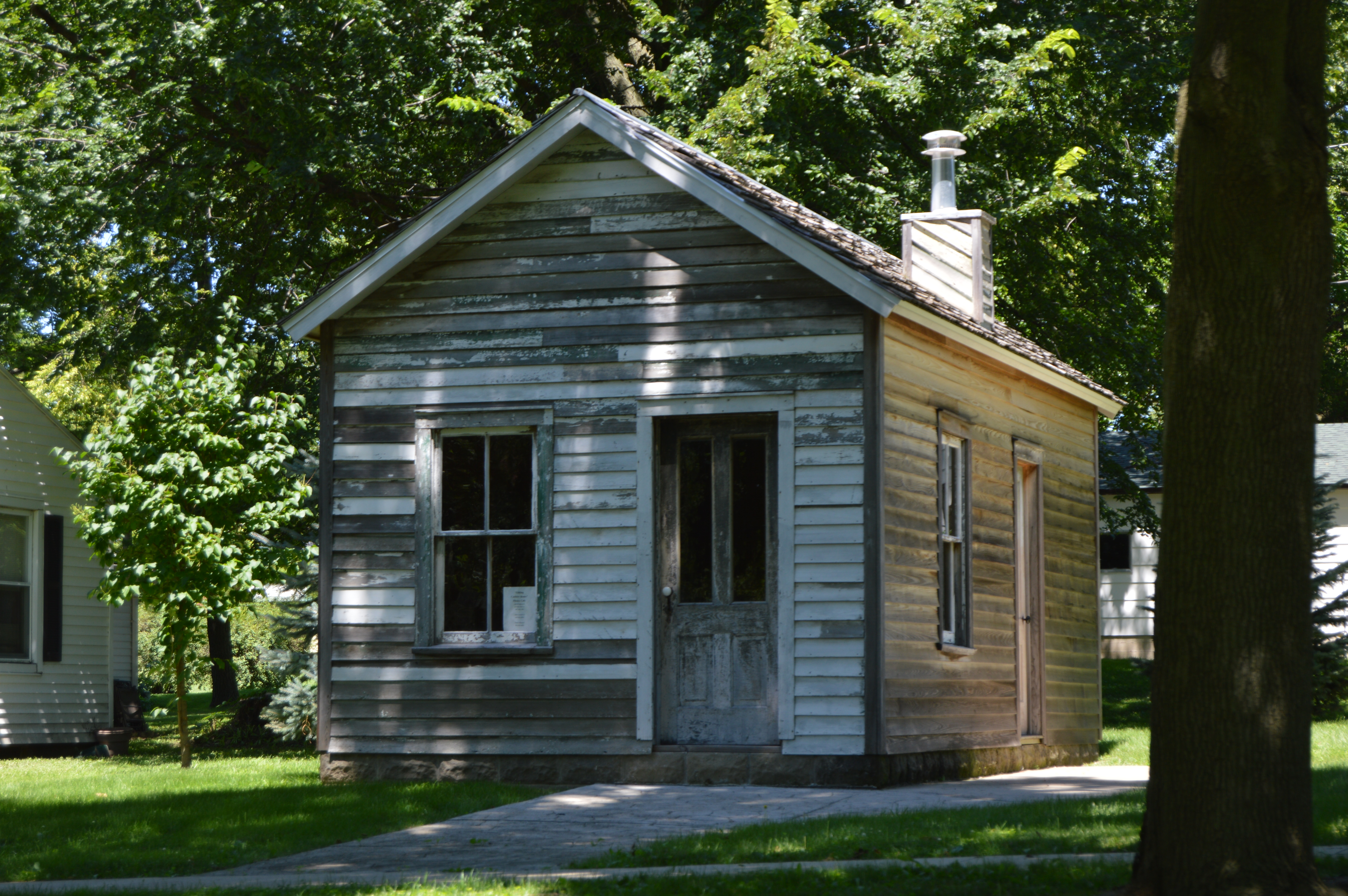
La residencia de posguerra de Cashier, que entonces se trasladó a Saunemin.

Después de la guerra, regresó a Belvidere, Illinois por un tiempo, donde trabajó para Samuel Pepper, manteniendo la identidad masculina.: 57  Después se instaló en Saunemin, Illinois, en 1869, donde  trabajó como jornalero así como realizando trabajos ocasionales en la ciudad.: 57  Albert Cashier se encuentra registrado en las cuentas de  nóminas de la ciudad.: 57  Su empleador allí, Joshua Chesebro, le construyó una casa de una habitación. Durante cuarenta años vivió allí, en Saunemin y fue conserje de la iglesia, trabajador del cementerio, y farolero. Dado que vivía como hombre, fue capaz de votar en las elecciones y más tarde reclamó su pensión como veterano de guerra.: 58  En los últimos años, solía comer con la familia vecina de los Lannon. Un día, encontrándose en su casa, se puso enferma y los Lannon descubrieron que era una mujer cuando pidieron a una enfermera que le examinara, pero no hicieron público su descubrimiento.: 59 
Poco después, en 1911, fue atropellada por un automóvil y se rompió una pierna.: 59  Un médico descubrió su secreto en el hospital, pero tampoco reveló la información. El 5 de mayo de 1911, como ya no era capaz de trabajar, Cashier fue trasladada a la casa de retiro para Soldados y Marineros en Quincy, Illinois. Durante esta estancia, fue visitada por muchos de sus antiguos camaradas soldados del Noventa y Cinco Regimiento.: 59  Vivió allí hasta que su estado mental empezó a deteriorarse y fue trasladada al Hospital Estatal para dementes de Watertown en marzo de 1914.: 60  El personal del hospital descubrió que era una mujer cuando le daban un baño, y desde ese momento la obligaron a llevar ropa femenina otra vez, después de más de cincuenta años.: 60 

## Muerte y legado
Murió el 10 de octubre de 1915. Fue enterrada con su uniforme que había mantenido intacto todos aquellos años y en su lápida fue inscrito "Albert D. J. Cashier, Co. G, 95. Inf." Recibió un servicio funerario oficial del ejército de la república, y fue enterrada con honores militares plenos.: 60  W.J. Singleton (ejecutor de los bienes de Cashier) tardó nueve años en rastrear la identidad de Cashier hasta su nombre de nacimiento Jennie Hodgers. Ninguno de los supuestos herederos resultaron convincentes, y el patrimonio de $418.46 fue depositado en el tesoro de Adams County, Illinois. En los años 1970, una segunda lápida, inscrita con sus dos nombres, fue colocada junto a la primera.
Also Known As Albert D. J. Cashier: The Jennie Hodgers Story es una biografía  escrita por el veterano Lon P. Dawson, quién residió en la Casa de Veteranos de Illinois donde vivió Cashier. La novela My Last Skirt, por Lynda Durrant, se basa en su vida. Su casita ha sido restaurada en Saunemin.
Autores como Michael Bronski, James Cromwell, Kirstin Cronn-Mills, y Nicholas Teich han sugerido o argumentado que Cashier era un hombre transgénero.